# 仮想敵
仮想敵（かそうてき、英: virtual enemy）は、仮想上の敵のこと。仮に想定した敵。

## 概要
仮想敵はさまざまに利用されている。
たとえば企業で製品の新規開発や販売の計画を立てる場合に、あらかじめ"敵"（ライバル）となる企業がいることや、新たに現れることを想定して、その場合の対処のしかたも含めて計画を立てるということはあるのだが、漠然と"ライバル企業"と名称で呼んでいるだけでは計画を練るのには不十分なので、仮に具体的なライバルの像をいくつかのパターンで設定するか、すでに実在する企業でその市場に参入してくる可能性のある企業から数社などをとりあげて、その企業が仮に参入してきたと想定して、その企業の具体的なリソース（資本金額や当セグメントに投入してくる可能性のある資金の額、従業員の総数や当セグメントに投入してくる可能性のある人数、所有している具体的な技術・特許など）を特定した上で、自社が対抗する場合の具体的な計画を練ってみるということがある。そのような、仮の、だが具体的に設定している"敵"の企業（ライバル企業）が、企業が計画立案の際に用いる仮想敵である。
軍事の場合は、仮想敵国というものを想定し、実在する具体的な国を設定する。よくあるのは近隣の国を（たとえばフィンランド側が想定する場合ならソ連/ロシアを、トルコ共和国側が想定する場合ならギリシャやイラクを、台湾側が想定するなら中華人民共和国を）仮想敵国として具体的に設定する。そして机上の兵棋演習（近年の米国などではコンピュータ上でのシミュレーション）を、自国とその仮想敵国に分かれて行い、その仮想敵国がこちらを攻撃する場合に選択する可能性がある戦術と、それに対する自国がとりうる戦術をリスト化し、各組み合わせの場合の両軍に発生する損害の具体的な規模（双方それぞれで負傷する兵の数、破壊される兵器のリスト）や確率によってブレうる幅、戦争が続く期間の長さなどを推定し、そのシミュレーションによって洗い出されたことをふまえて、悲惨な結果を避けできるだけ望む結果が得られるように、普段から自軍を配備したり自軍の改善をはかるということが行われている。
スポーツの場合も仮想敵が利用される。たとえば卓球で世界チャンピオンになろうとしている選手などは、世界ランキング上位5名なり10名なりの選手をひとりひとり取り上げて、そのひとりが仮に対戦相手になったと想定して対策を練るということを繰り返し、どの上位選手が対戦相手となっても勝てるようにしようとする。中国ではわざわざ仮想敵とそっくりのプレーができる「コピー選手」を育成することまでして、その選手と実際に対戦を重ねることで対応作を練る。卓球に限らず、たいていの競技種目で上位の選手は多かれ少なかれ仮想敵を思い描いて対策を練りトレーニングを行う。